# Faten Afifi
Faten Afifi, née vers 1955, est une nageuse égyptienne.

## Carrière
Faten Afifi domine à l'âge de 17 ans les Jeux africains de 1973 à Lagos en remportant sept médailles d'or, remportant notamment les 100 et 200 mètres nage libre, le 100 mètres dos, le 100 mètres papillon et le 200 mètres quatre nages.
Aux Championnats d'Afrique de natation 1974 au Caire, elle est médaillée d'or du 100 mètres papillon, médaillée d'argent du 200 mètres nage libre et médaillée de bronze du 200 mètres quatre nages.
Elle obtient ensuite une médaille d'or sur 200 mètres papillon aux Jeux africains de 1978 à Alger.